# ارين برمنغهام
ارين برمنغهام (بالإنجليزية: Warren Birmingham)‏ هو لاعب هوكي الحقل أسترالي، ولد في 22 أغسطس 1962.

## وصلات خارجية
- ارين برمنغهام على موقع أوليمبيديا (الإنجليزية)
- ارين برمنغهام على موقع اللجنة الأولمبية الأسترالية (الإنجليزية)